# Coupe caribéenne des nations 2008
Navigation
Édition précédente Édition suivante
La Coupe caribéenne des nations 2008, aussi nommée Championnat caribéen Digicel 2008, est la vingt-et-unième édition de la Coupe caribéenne des nations, une compétition de football réunissant toutes les nations membres de l'Union caribéenne de football. Cette édition a exceptionnellement lieu un an après la précédente pour se re-synchroniser avec la Gold Cup une année sur deux. La phase finale se déroule du 3 au 14 décembre 2008 en Jamaïque pour la première fois depuis 10 ans.
Le tournoi est remporté par la Jamaïque qui bat en finale la surprenante équipe de Grenade. La Jamaïque, Grenade, la Guadeloupe et Cuba sont qualifiés pour la Gold Cup 2009 en tant que demi-finalistes de l'épreuve. Néanmoins Cuba se désiste et, à la suite d'un tirage au sort avec Trinité-et-Tobago, l'équipe d'Haïti la remplace lors de la Gold Cup 2009.

## Participants

### Absences
Sept nations ont décidé de ne pas participer à la Digicel Cup 2008 pour se consacrer aux qualifications pour la Coupe du monde de football de 2010 :
- Bahamas
- Îles Vierges britanniques
- République dominicaine
- Montserrat
- Porto Rico
- Îles Turques-et-Caïques
- Îles Vierges des États-Unis

Deux autres nations ne participent pas car ils ne sont pas parvenu à mobiliser une délégation :
- Sint Maarten
- Guyane

### Qualifiés d'office
Qualifiés d'office pour la phase finale :
- Haïti - tenant du titre
- Jamaïque - pays organisateur

Qualifiés directement pour le second tour :
- Cuba
- Guadeloupe
- Trinité-et-Tobago

Ces 3 équipes étaient dans le dernier carré lors de l'édition précédente.

## Qualifications

### Premier tour
Il y a 9 places qualificatives pour le tour suivant :
- les 5 vainqueurs de poule
- 1 place pour le deuxième du groupe C, qui compte 4 équipes
- 3 places pour les 3 meilleurs deuxièmes des poules de 3 équipes, soit autrement dit un seul deuxième de groupe est éliminé

#### Groupe A
- Joué aux Antilles néerlandaises du 27 juillet au 31 juillet :

| Rang | Équipe                 | Pts | J | G | N | P | Bp | Bc | Diff |  | Résultats (▼ dom., ► ext.) |  |     |     |
| ---- | ---------------------- | --- | - | - | - | - | -- | -- | ---- |  | -------------------------- |  | --- | --- |
| 1    | Antilles néerlandaises | 4   | 2 | 1 | 1 | 0 | 2  | 0  | +2   |  | Antilles néerlandaises     |  | 2-0 | 0-0 |
| 2    | Grenade                | 3   | 2 | 1 | 0 | 1 | 3  | 3  | 0    |  | Grenade                    |  |     | 3-1 |
| 3    | Aruba                  | 1   | 2 | 0 | 1 | 1 | 1  | 3  | -2   |  | Aruba                      |  |     |     |

| 27 juillet 2008 | Antilles néerlandaises | 0 – 0 | Aruba | Ergilio Hato Stadion, Willemstad                  |
|                 |                        |       |       | Spectateurs : 995 Arbitrage : Geoffrey Hospedales |
|                 | Rapport                |       |       |                                                   |

| 29 juillet 2008 | Grenade                                   | 3 – 1 | Aruba    | Ergilio Hato Stadion, Willemstad            |                                             |
|                 | J.Rennie 53e · Modeste 76e · S.Rennie 79e |       | Ruiz 50e | Spectateurs : 450 Arbitrage : Philip Jordan | Spectateurs : 450 Arbitrage : Philip Jordan |
|                 | Rapport                                   |       |          | Spectateurs : 450 Arbitrage : Philip Jordan | Spectateurs : 450 Arbitrage : Philip Jordan |

| 31 juillet 2008 | Antilles néerlandaises     | 2 – 0 | Grenade | Ergilio Hato Stadion, Willemstad                  |                                                   |
|                 | Bacuna 79e · Bicintini 81e |       |         | Spectateurs : 800 Arbitrage : Geoffrey Hospedales | Spectateurs : 800 Arbitrage : Geoffrey Hospedales |
|                 | Rapport                    |       |         | Spectateurs : 800 Arbitrage : Geoffrey Hospedales | Spectateurs : 800 Arbitrage : Geoffrey Hospedales |

#### Groupe B
- Joué au Guyana du 6 au 10 août :

| Rang | Équipe    | Pts | J | G | N | P | Bp | Bc | Diff |  | Résultats (▼ dom., ► ext.) |  |     |     |
| ---- | --------- | --- | - | - | - | - | -- | -- | ---- |  | -------------------------- |  | --- | --- |
| 1    | Guyana    | 4   | 2 | 1 | 1 | 0 | 4  | 1  | +3   |  | Guyana                     |  | 1-1 | 3-0 |
| 2    | Suriname  | 4   | 2 | 1 | 1 | 0 | 4  | 2  | +2   |  | Suriname                   |  |     | 3-1 |
| 3    | Dominique | 0   | 2 | 0 | 0 | 2 | 1  | 6  | -5   |  | Dominique                  |  |     |     |

| 8 août 2008 | Guyana                            | 3 - 0 | Dominique | National Stadium, Georgetown               |                                            |
|             | Codrington 20e, 43e · Edmonds 36e |       |           | Spectateurs : 3 000 Arbitrage : Mark Forde | Spectateurs : 3 000 Arbitrage : Mark Forde |
|             | Rapport                           |       |           | Spectateurs : 3 000 Arbitrage : Mark Forde | Spectateurs : 3 000 Arbitrage : Mark Forde |

| 9 août 2008 | Dominique                | 1 - 3 | Suriname                                   | National Stadium, Georgetown                |                                             |
|             | Austrie 7e               |       | Felter 18e · Sandvliet 54e · Jap A Joe 81e | Spectateurs : 175 Arbitrage : Trevor Taylor | Spectateurs : 175 Arbitrage : Trevor Taylor |
|             | Feuille de match Rapport |       |                                            | Spectateurs : 175 Arbitrage : Trevor Taylor | Spectateurs : 175 Arbitrage : Trevor Taylor |

| 10 août 2008 | Guyana       | 1 - 1 | Suriname         | National Stadium, Georgetown                |                                             |
|              | Peters 90+2e |       | Sastrondedjo 22e | Spectateurs : 10 000 Arbitrage : Mark Forde | Spectateurs : 10 000 Arbitrage : Mark Forde |
|              | Rapport      |       |                  | Spectateurs : 10 000 Arbitrage : Mark Forde | Spectateurs : 10 000 Arbitrage : Mark Forde |

#### Groupe C
- Joué aux Caïmans du 27 au 31 août :

| Rang | Équipe             | Pts | J | G | N | P | Bp | Bc | Diff |  | Résultats          |  |     |     |     |
| ---- | ------------------ | --- | - | - | - | - | -- | -- | ---- |  | ------------------ |  | --- | --- | --- |
| 1    | Antigua-et-Barbuda | 7   | 3 | 2 | 1 | 0 | 8  | 3  | +5   |  | Antigua-et-Barbuda |  | 1-1 | 4-0 | 3-2 |
| 2    | Îles Caïmans       | 5   | 3 | 1 | 2 | 0 | 4  | 1  | +3   |  | Îles Caïmans       |  |     | 0-0 | 3-0 |
| 3    | Bermudes           | 4   | 3 | 1 | 1 | 1 | 7  | 4  | +3   |  | Bermudes           |  |     |     | 7-0 |
| 4    | Saint-Martin       | 0   | 3 | 0 | 0 | 3 | 2  | 13 | -11  |  | Saint-Martin       |  |     |     |     |

Les matches prévus initialement le 29 août ont été reportés le 30 à cause du passage de l'ouragan Gustav sur les Îles Caïmans

| 27 août 2008 | Bermudes  | 0 - 4 | Antigua-et-Barbuda                           | Truman Bodden Stadium, George Town            |                                               |
|              |           |       | Thomas 3e, 25e · Burton 62e · Challenger 75e | Spectateurs : 300 Arbitrage : Howard Stennett | Spectateurs : 300 Arbitrage : Howard Stennett |
|              | (Rapport) |       |                                              | Spectateurs : 300 Arbitrage : Howard Stennett | Spectateurs : 300 Arbitrage : Howard Stennett |

| 27 août 2008 | Îles Caïmans                         | 3 - 0 | Saint-Martin | Truman Bodden Stadium, George Town         |                                            |
|              | Jefford 58e · Sanchez 68e · Hill 90e |       |              | Spectateurs : 300 Arbitrage : Kevin Thomas | Spectateurs : 300 Arbitrage : Kevin Thomas |
|              | (Rapport)                            |       |              | Spectateurs : 300 Arbitrage : Kevin Thomas | Spectateurs : 300 Arbitrage : Kevin Thomas |

| 29 août 2008 (reporté au 30 août) | Îles Caïmans | 1 - 1 | Antigua-et-Barbuda | Truman Bodden Stadium, George Town                |                                                   |
|                                   | O'Neill 67e  |       | Ranja 33e          | Spectateurs : 350 Arbitrage : Geoffrey Hospedales | Spectateurs : 350 Arbitrage : Geoffrey Hospedales |
|                                   | (Rapport)    |       |                    | Spectateurs : 350 Arbitrage : Geoffrey Hospedales | Spectateurs : 350 Arbitrage : Geoffrey Hospedales |

| 29 août 2008 (reporté au 30 août) | Bermudes                                                          | 7 - 0 | Saint-Martin | Truman Bodden Stadium, George Town            |                                               |
|                                   | Lambe 23e, 45e, 60e, 85e · Ming 26e · Lowe 83e · Casey Castle 88e |       |              | Spectateurs : 350 Arbitrage : Kevin Morrisson | Spectateurs : 350 Arbitrage : Kevin Morrisson |
|                                   | (Rapport)                                                         |       |              | Spectateurs : 350 Arbitrage : Kevin Morrisson | Spectateurs : 350 Arbitrage : Kevin Morrisson |

| 31 août 2008 | Antigua-et-Barbuda            | 3 - 2 | Saint-Martin    | Truman Bodden Stadium, George Town         |                                            |
|              | Thomas 44e, 68e · Gregory 89e |       | Pierre 53e, 58e | Spectateurs : 350 Arbitrage : Kevin Thomas | Spectateurs : 350 Arbitrage : Kevin Thomas |
|              | (Rapport)                     |       |                 | Spectateurs : 350 Arbitrage : Kevin Thomas | Spectateurs : 350 Arbitrage : Kevin Thomas |

| 31 août 2008 | Îles Caïmans | 0 - 0 | Bermudes | Truman Bodden Stadium, George Town                |
|              |              |       |          | Spectateurs : 350 Arbitrage : Geoffrey Hospedales |
|              | (Rapport)    |       |          |                                                   |

#### Groupe D
Joué à Saint-Christophe-et-Niévès du 24 au 28 septembre :
| Rang | Équipe                     | Pts | J | G | N | P | Bp | Bc | Diff |  | Résultats (▼ dom., ► ext.) |  |     |     |
| ---- | -------------------------- | --- | - | - | - | - | -- | -- | ---- |  | -------------------------- |  | --- | --- |
| 1    | Barbade                    | 6   | 2 | 2 | 0 | 0 | 5  | 2  | +3   |  | Barbade                    |  | 3-1 | 2-1 |
| 2    | Saint-Christophe-et-Niévès | 3   | 2 | 1 | 0 | 1 | 5  | 3  | +2   |  | Saint-Christophe-et-Niévès |  |     | 4-0 |
| 3    | Îles Vierges britanniques  | 0   | 2 | 0 | 0 | 2 | 1  | 6  | -5   |  | Îles Vierges britanniques  |  |     |     |

| 24 septembre 2008 | Saint-Christophe-et-Niévès                                | 4 - 0 | Îles Vierges britanniques | Warner Park Sporting Complex, Basseterre     |                                              |
|                   | Francis 15e · Archibald 31e · Venton 52e (csc) · Lake 77e |       |                           | Spectateurs : 500 Arbitrage : Martin Charles | Spectateurs : 500 Arbitrage : Martin Charles |
|                   | (Rapport)                                                 |       |                           | Spectateurs : 500 Arbitrage : Martin Charles | Spectateurs : 500 Arbitrage : Martin Charles |

| 26 septembre 2008 | Îles Vierges britanniques | 1 - 2 | Barbade                    | Warner Park Sporting Complex, Basseterre        |                                                 |
|                   | Lennon 23e                |       | R.Williams 11e · Forde 53e | Spectateurs : 150 Arbitrage : Ignatius Baptiste | Spectateurs : 150 Arbitrage : Ignatius Baptiste |
|                   | (Rapport)                 |       |                            | Spectateurs : 150 Arbitrage : Ignatius Baptiste | Spectateurs : 150 Arbitrage : Ignatius Baptiste |

| 28 septembre 2008 | Saint-Christophe-et-Niévès | 1 - 3 | Barbade                                   | Warner Park Sporting Complex, Basseterre     |                                              |
|                   | Isaac 13e                  |       | Straker 35e · Skeete 45e · J.Williams 80e | Spectateurs : 500 Arbitrage : Martin Charles | Spectateurs : 500 Arbitrage : Martin Charles |
|                   | (Rapport)                  |       |                                           | Spectateurs : 500 Arbitrage : Martin Charles | Spectateurs : 500 Arbitrage : Martin Charles |

#### Groupe E
- Joué en Martinique du 15 au 19 septembre :

| Rang | Équipe                          | Pts | J | G | N | P | Bp | Bc | Diff |  | Résultats (▼ dom., ► ext.)      |  |     |     |
| ---- | ------------------------------- | --- | - | - | - | - | -- | -- | ---- |  | ------------------------------- |  | --- | --- |
| 1    | Martinique                      | 6   | 2 | 2 | 0 | 0 | 6  | 1  | +5   |  | Martinique                      |  | 3-0 | 3-1 |
| 2    | Saint-Vincent-et-les-Grenadines | 3   | 2 | 1 | 0 | 1 | 3  | 4  | -1   |  | Saint-Vincent-et-les-Grenadines |  |     | 3-1 |
| 3    | Anguilla                        | 0   | 2 | 0 | 0 | 2 | 2  | 6  | -4   |  | Anguilla                        |  |     |     |

| 15 septembre 2008 | Martinique                                          | 3 – 0 | Saint-Vincent-et-les-Grenadines | Stade Louis Achille, Fort-de-France       |                                           |
| 20:00             | Richards 3e (csc) · Percin 46e · McDowall 47e (csc) |       |                                 | Spectateurs : 250 Arbitrage : John George | Spectateurs : 250 Arbitrage : John George |
| 20:00             | (Rapport)                                           |       |                                 | Spectateurs : 250 Arbitrage : John George | Spectateurs : 250 Arbitrage : John George |

| 17 septembre 2008 | Saint-Vincent-et-les-Grenadines           | 3 – 1 | Anguilla          | Stade Louis Achille, Fort-de-France         |                                             |
| 20:00             | Francis 37e · Hamlett 39e · M. Samuel 74e |       | Jeffers 38e (csc) | Spectateurs : 100 Arbitrage : Francis Fanus | Spectateurs : 100 Arbitrage : Francis Fanus |
| 20:00             | (Rapport)                                 |       |                   | Spectateurs : 100 Arbitrage : Francis Fanus | Spectateurs : 100 Arbitrage : Francis Fanus |

| 19 septembre 2008 | Martinique                                         | 3 – 1 | Anguilla    | Stade Louis Achille, Fort-de-France |  |
| 20:00             | Percin 19e · Saint-Louis-Augustin 37e · Bullet 51e |       | Battice 83e |                                     |  |
| 20:00             | (Rapport)                                          |       |             |                                     |  |

#### Désignation des meilleurs seconds
Les îles Caïmans ont terminé deuxième dans un groupe de 4 et sont automatiquement qualifiées pour le tour suivant. Un classement comparatif des résultats des équipes ayant fini à la deuxième place dans les quatre autres poules est établi. Le dernier de ce classement est éliminé, les trois autres sont qualifiés.
| Rang | Équipe                          | Pts | J | G | N | P | Bp | Bc | Diff |
| ---- | ------------------------------- | --- | - | - | - | - | -- | -- | ---- |
| 1    | Suriname                        | 4   | 2 | 1 | 1 | 0 | 4  | 2  | +2   |
| 2    | Saint-Christophe-et-Niévès      | 3   | 2 | 1 | 0 | 1 | 5  | 3  | +2   |
| 3    | Grenade                         | 3   | 2 | 1 | 0 | 1 | 3  | 3  | 0    |
| 4    | Saint-Vincent-et-les-Grenadines | 3   | 2 | 1 | 0 | 1 | 3  | 4  | -1   |

### Deuxième tour
Les équipes de Cuba, de Guadeloupe et de Trinité-et-Tobago font leurs entrées en compétition.
Les 2 premiers de chaque groupe sont qualifiés pour la phase finale.

#### Groupe F:GuadeloupeetGrenade
- Joué en Guadeloupe du 11 au 15 octobre 2008 :

| Rang | Équipe       | Pts | J | G | N | P | Bp | Bc | Diff |  | Résultats    |  |     |     |     |
| ---- | ------------ | --- | - | - | - | - | -- | -- | ---- |  | ------------ |  | --- | --- | --- |
| 1    | Guadeloupe   | 9   | 3 | 3 | 0 | 0 | 12 | 3  | +9   |  | Guadeloupe   |  | 2-1 | 3-1 | 7-1 |
| 2    | Grenade      | 4   | 3 | 1 | 1 | 1 | 7  | 6  | +1   |  | Grenade      |  |     | 2-2 | 4-2 |
| 3    | Martinique   | 4   | 3 | 1 | 1 | 1 | 4  | 5  | -1   |  | Martinique   |  |     |     | 1-0 |
| 4    | Îles Caïmans | 0   | 3 | 0 | 0 | 3 | 3  | 12 | -9   |  | Îles Caïmans |  |     |     |     |

| 11 octobre 2008 | Martinique     | 2 - 2 | Grenade         | Stade René Serge Nabajoth, Les Abymes          |                                                |
| 18:00           | Sabin 32e, 53e |       | Rennie 15e, 42e | Spectateurs : 1 700 Arbitrage : Martin Charles | Spectateurs : 1 700 Arbitrage : Martin Charles |
| 18:00           | (Rapport)      |       |                 | Spectateurs : 1 700 Arbitrage : Martin Charles | Spectateurs : 1 700 Arbitrage : Martin Charles |

| 11 octobre 2008 | Guadeloupe                                                            | 7 - 1 | Îles Caïmans | Stade René Serge Nabajoth, Les Abymes        |                                              |
| 20:00           | Antoine-Curier 4e 42e 57e · Gotin 33e · Hannany 67e 89e · Gendrey 74e |       | Fagan 87e    | Spectateurs : 4 200 Arbitrage : Roy McArthur | Spectateurs : 4 200 Arbitrage : Roy McArthur |
| 20:00           | (Rapport1) (Rapport2)                                                 |       |              | Spectateurs : 4 200 Arbitrage : Roy McArthur | Spectateurs : 4 200 Arbitrage : Roy McArthur |

| 13 octobre 2008 | Îles Caïmans | 0 - 1 | Martinique | Stade René Serge Nabajoth, Les Abymes         |                                               |
| 18:00           |              |       | Sabin 32e  | Spectateurs : 1 000 Arbitrage : James Matthew | Spectateurs : 1 000 Arbitrage : James Matthew |
| 18:00           | (Rapport)    |       |            | Spectateurs : 1 000 Arbitrage : James Matthew | Spectateurs : 1 000 Arbitrage : James Matthew |

| 13 octobre 2008 | Guadeloupe             | 2 - 1 | Grenade     | Stade René Serge Nabajoth, Les Abymes         |                                               |
| 20:00           | Collet 23e · Loval 36e |       | Charles 15e | Spectateurs : 1 000 Arbitrage : Bryan Willett | Spectateurs : 1 000 Arbitrage : Bryan Willett |
| 20:00           | (Rapport)              |       |             | Spectateurs : 1 000 Arbitrage : Bryan Willett | Spectateurs : 1 000 Arbitrage : Bryan Willett |

| 15 octobre 2008 | Grenade                                  | 4 - 2 | Îles Caïmans   | Stade René Serge Nabajoth, Les Abymes         |                                               |
| 18:00           | Bain 42e · Rennie 45e, 79e · Charles 67e |       | Brown 31e, 82e | Spectateurs : 3 358 Arbitrage : Bryan Willett | Spectateurs : 3 358 Arbitrage : Bryan Willett |

| 15 octobre 2008 | Guadeloupe                                 | 3 - 1 | Martinique | Stade René Serge Nabajoth, Les Abymes        |                                              |
| 20:00           | Loval 40e · Antoine-Curier 47e · Gotin 88e |       | Sabin 18e  | Spectateurs : 3 358 Arbitrage : Roy McArthur | Spectateurs : 3 358 Arbitrage : Roy McArthur |

#### Groupe G:CubaetBarbade
- Joué à Cuba du 23 au 27 octobre 2008 :

| Rang | Équipe                 | Pts | J | G | N | P | Bp | Bc | Diff |  | Résultats              |  |     |     |     |
| ---- | ---------------------- | --- | - | - | - | - | -- | -- | ---- |  | ---------------------- |  | --- | --- | --- |
| 1    | Cuba                   | 7   | 3 | 2 | 1 | 0 | 14 | 2  | +12  |  | Cuba                   |  | 1-1 | 6-0 | 7-1 |
| 2    | Barbade                | 7   | 3 | 2 | 1 | 0 | 6  | 4  | +2   |  | Barbade                |  |     | 3-2 | 2-1 |
| 3    | Suriname               | 3   | 3 | 1 | 0 | 2 | 4  | 10 | -6   |  | Suriname               |  |     |     | 2-1 |
| 4    | Antilles néerlandaises | 0   | 3 | 0 | 0 | 3 | 3  | 11 | -8   |  | Antilles néerlandaises |  |     |     |     |

| 23 octobre 2008 | Barbade             | 3 - 2 | Suriname                   | Stade Pedro Marrero, La Havane               |                                              |
|                 | Forde 62e, 65e, 70e |       | Sandvliet 32e · Aroepa 42e | Spectateurs : 100 Arbitrage : Kevin Morrison | Spectateurs : 100 Arbitrage : Kevin Morrison |
|                 | (Rapport)           |       |                            | Spectateurs : 100 Arbitrage : Kevin Morrison | Spectateurs : 100 Arbitrage : Kevin Morrison |

| 23 octobre 2008 | Cuba                                                                        | 7 - 1 | Antilles néerlandaises | Stade Pedro Marrero, La Havane |                              |
|                 | Duarte 21e, 45e · Márquez 25e · Linares 39e, 86e · Colomé 79e · Clavelo 82e |       | Bernadus 61e (pen.)    | Arbitrage : Alfredo Whitaker   | Arbitrage : Alfredo Whitaker |
|                 | (Rapport)                                                                   |       |                        | Arbitrage : Alfredo Whitaker   | Arbitrage : Alfredo Whitaker |

| 25 octobre 2008 | Suriname        | 2 - 1 | Antilles néerlandaises | Stade Pedro Marrero, La Havane |                             |
|                 | Wanabo 70e, 76e |       | Rosario 81e            | Arbitrage : Kenville Holder    | Arbitrage : Kenville Holder |
|                 | (Rapport)       |       |                        | Arbitrage : Kenville Holder    | Arbitrage : Kenville Holder |

| 25 octobre 2008 | Cuba        | 1 - 1 | Barbade   | Stade Pedro Marrero, La Havane |                               |
|                 | Clavelo 68e |       | Doyle 65e | Arbitrage : Courtney Campbell  | Arbitrage : Courtney Campbell |
|                 | (Rapport)   |       |           | Arbitrage : Courtney Campbell  | Arbitrage : Courtney Campbell |

| 27 octobre 2008 | Antilles néerlandaises | 1 - 2 | Barbade                      | Stade Pedro Marrero, La Havane |                            |
|                 | Bicinti 45e            |       | Forde 6e (pen.) · Parris 20e | Arbitrage : Kevin Morrison     | Arbitrage : Kevin Morrison |
|                 | (Rapport)              |       |                              | Arbitrage : Kevin Morrison     | Arbitrage : Kevin Morrison |

| 27 octobre 2008 | Cuba                                                                       | 6 - 0 | Suriname | Stade Pedro Marrero, La Havane |                             |
|                 | Cervantes 11e, 43e · Márquez 49e · Linares 55e · Duarte 65e · Dranguet 72e |       |          | Arbitrage : Kenville Holder    | Arbitrage : Kenville Holder |
|                 | (Rapport)                                                                  |       |          | Arbitrage : Kenville Holder    | Arbitrage : Kenville Holder |

#### Groupe H:Trinité-et-TobagoetAntigua-et-Barbuda
- Joué à Trinidad du 5 au 9 novembre 2008 :

| Rang | Équipe                     | Pts | J | G | N | P | Bp | Bc | Diff |  | Résultats                  |  |     |     |     |
| ---- | -------------------------- | --- | - | - | - | - | -- | -- | ---- |  | -------------------------- |  | --- | --- | --- |
| 1    | Trinité-et-Tobago          | 7   | 3 | 2 | 1 | 0 | 7  | 4  | +3   |  | Trinité-et-Tobago          |  | 3-2 | 1-1 | 3-1 |
| 2    | Antigua-et-Barbuda         | 6   | 3 | 2 | 0 | 1 | 8  | 7  | +1   |  | Antigua-et-Barbuda         |  |     | 2-1 | 4-3 |
| 3    | Guyana                     | 2   | 3 | 0 | 2 | 1 | 3  | 4  | -1   |  | Guyana                     |  |     |     | 1-1 |
| 4    | Saint-Christophe-et-Niévès | 1   | 3 | 0 | 1 | 2 | 5  | 8  | -3   |  | Saint-Christophe-et-Niévès |  |     |     |     |

| 5 novembre 2008 | Guyana         | 1 - 1 | Saint-Christophe-et-Niévès | Marvin Lee Stadium, Tunapuna  |                               |
|                 | Richardson 35e |       | Lake 29e                   | Arbitrage : Caswell Cambridge | Arbitrage : Caswell Cambridge |
|                 | (Rapport)      |       |                            | Arbitrage : Caswell Cambridge | Arbitrage : Caswell Cambridge |

| 5 novembre 2008 | Trinité-et-Tobago                      | 3 - 2 | Antigua-et-Barbuda     | Marvin Lee Stadium, Tunapuna |                            |
|                 | Glen 68e · Dwarika 73e · Toussaint 87e |       | Byers 23e · Burton 90e | Arbitrage : Antonius Pinas   | Arbitrage : Antonius Pinas |
|                 | (Rapport)                              |       |                        | Arbitrage : Antonius Pinas   | Arbitrage : Antonius Pinas |

| 7 novembre 2008 | Antigua-et-Barbuda              | 2 - 1 | Guyana     | Marvin Lee Stadium, Tunapuna |                            |
|                 | Leigertwood 12e · Christian 78e |       | Jerome 45e | Arbitrage : Willy Minyetty   | Arbitrage : Willy Minyetty |
|                 | (Rapport)                       |       |            | Arbitrage : Willy Minyetty   | Arbitrage : Willy Minyetty |

| 7 novembre 2008 | Trinité-et-Tobago                      | 3 - 1 | Saint-Christophe-et-Niévès | Marvin Lee Stadium, Tunapuna  |                               |
|                 | Daniel 37e · Hyland 65e · Jorsling 67e |       | Francis 87e                | Arbitrage : Enrico Wijngaarde | Arbitrage : Enrico Wijngaarde |
|                 | (Rapport)                              |       |                            | Arbitrage : Enrico Wijngaarde | Arbitrage : Enrico Wijngaarde |

| 9 novembre 2008 | Antigua-et-Barbuda                     | 4 - 3 | Saint-Christophe-et-Niévès | Marvin Lee Stadium, Tunapuna  |                               |
|                 | Byers 8e, 45e (pen.) · Thomas 60e, 74e |       | Francis 50e, 70e, 85e      | Arbitrage : Enrico Wijngaarde | Arbitrage : Enrico Wijngaarde |
|                 | (Rapport)                              |       |                            | Arbitrage : Enrico Wijngaarde | Arbitrage : Enrico Wijngaarde |

| 9 novembre 2008 | Trinité-et-Tobago | 1 - 1 | Guyana                | Marvin Lee Stadium, Tunapuna |                            |
|                 | Jorsling 82e      |       | Richardson 58e (pen.) | Arbitrage : Willy Minyetty   | Arbitrage : Willy Minyetty |
|                 | (Rapport)         |       |                       | Arbitrage : Willy Minyetty   | Arbitrage : Willy Minyetty |

## Phase Finale
Joué en Jamaïque du 3 décembre au 14 décembre.
Haiti en tant que vainqueur de la précédente édition (voir Digicel Cup 2007) et la Jamaïque en tant qu'organisateur sont qualifiés d'office.

### Stades
La Coupe caribéenne des nations 2008 se disputent dans trois stades jamaïcains : l'Independence Park à Kingston, le Jarrett Park à Montego Bay et le Greenfield Stadium à Trelawny.

### Premier tour

#### Groupe I
|   | Équipe             | Pts | J | G | N | P | BP | BC | Diff |
| - | ------------------ | --- | - | - | - | - | -- | -- | ---- |
| 1 | Cuba               | 6   | 3 | 2 | 0 | 1 | 5  | 2  | +3   |
| 2 | Guadeloupe         | 4   | 3 | 1 | 1 | 1 | 6  | 6  | 0    |
| 3 | Haïti              | 4   | 3 | 1 | 1 | 1 | 4  | 4  | 0    |
| 4 | Antigua-et-Barbuda | 2   | 3 | 0 | 2 | 1 | 3  | 6  | -3   |

| 4 décembre | Haïti      | 1 | 1 | Antigua-et-Barbuda |
|            | Cuba       | 2 | 1 | Guadeloupe         |
| 6 décembre | Cuba       | 3 | 0 | Antigua-et-Barbuda |
|            | Guadeloupe | 3 | 2 | Haïti              |
| 8 décembre | Cuba       | 0 | 1 | Haïti              |
|            | Guadeloupe | 2 | 2 | Antigua-et-Barbuda |

| 4 décembre 2008 | Haïti     | 1 - 1 | Antigua-et-Barbuda | Jarrett Park, Montego Bay |                        |
|                 | Nordé 53e |       | Byers 72e          | Arbitrage : Mark Forde    | Arbitrage : Mark Forde |
|                 | (Rapport) |       |                    | Arbitrage : Mark Forde    | Arbitrage : Mark Forde |

| 4 décembre 2008 | Guadeloupe  | 1 - 2 | Cuba                       | Jarrett Park, Montego Bay |                         |
|                 | Hannany 27e |       | Fernandez 8e · Linares 74e | Arbitrage : Neal Brizan   | Arbitrage : Neal Brizan |
|                 | (Rapport)   |       |                            | Arbitrage : Neal Brizan   | Arbitrage : Neal Brizan |

| 6 décembre 2008 | Cuba                                         | 3 - 0 | Antigua-et-Barbuda | Greenfield Stadium, Trelawny  |                               |
|                 | Marquez 7e · Linares 20e · Colomé 35e (pen.) |       |                    | Arbitrage : Courtney Campbell | Arbitrage : Courtney Campbell |
|                 | (Rapport)                                    |       |                    | Arbitrage : Courtney Campbell | Arbitrage : Courtney Campbell |

| 6 décembre 2008 | Haïti                               | 2 – 3 | Guadeloupe                                           | Greenfield Stadium, Trelawny |                           |
|                 | Boucicaut 45e (pen.) · Ednerson 68e |       | Antoine-Curier 14e · Niçoise 17e · J.L.Lambourde 90e | Arbitrage : Trevor Taylor    | Arbitrage : Trevor Taylor |
|                 | (Rapport)                           |       |                                                      | Arbitrage : Trevor Taylor    | Arbitrage : Trevor Taylor |

| 8 décembre 2008 | Cuba      | 0 – 1 | Haïti         | Jarrett Park, Montego Bay |                         |
|                 |           |       | Boucicaut 35e | Arbitrage : Neal Brizan   | Arbitrage : Neal Brizan |
|                 | (Rapport) |       |               | Arbitrage : Neal Brizan   | Arbitrage : Neal Brizan |

| 8 décembre 2008 | Antigua-et-Barbuda | 2 - 2 | Guadeloupe                       | Jarrett Park, Montego Bay     |                               |
|                 | Byers 35e 83e      |       | Antoine-Curier 1re · Gendrey 63e | Arbitrage : Courtney Campbell | Arbitrage : Courtney Campbell |
|                 | (Rapport)          |       |                                  | Arbitrage : Courtney Campbell | Arbitrage : Courtney Campbell |

#### Groupe J
|   | Équipe            | Pts | J | G | N | P | BP | BC | Diff |
| - | ----------------- | --- | - | - | - | - | -- | -- | ---- |
| 1 | Jamaïque          | 7   | 3 | 2 | 1 | 0 | 7  | 2  | +5   |
| 2 | Grenade           | 6   | 3 | 2 | 0 | 1 | 6  | 7  | -1   |
| 3 | Trinité-et-Tobago | 4   | 3 | 1 | 1 | 1 | 4  | 4  | 0    |
| 4 | Barbade           | 0   | 3 | 0 | 0 | 3 | 4  | 8  | -4   |

| 3 décembre | Grenade           | 2 | 1 | Trinité-et-Tobago |
|            | Jamaïque          | 2 | 1 | Barbade           |
| 5 décembre | Trinité-et-Tobago | 2 | 1 | Barbade           |
|            | Jamaïque          | 4 | 0 | Grenade           |
| 7 décembre | Grenade           | 4 | 2 | Barbade           |
|            | Jamaïque          | 1 | 1 | Trinité-et-Tobago |

| 3 décembre 2008 | Trinité-et-Tobago | 1 - 2 | Grenade                | Independence Park, Kingston |                        |
|                 | Glen 69e          |       | Bain 36e · Charles 90e | Arbitrage : Otis James      | Arbitrage : Otis James |
|                 | (Rapport)         |       |                        | Arbitrage : Otis James      | Arbitrage : Otis James |

| 3 décembre 2008 | Jamaïque                        | 2 - 1 | Barbade      | Independence Park, Kingston |                          |
|                 | Austin 76e · Shelton 81e (pen.) |       | Williams 45e | Arbitrage : Joel Aguilar    | Arbitrage : Joel Aguilar |
|                 | (Rapport)                       |       |              | Arbitrage : Joel Aguilar    | Arbitrage : Joel Aguilar |

| 5 décembre 2008 | Barbade       | 1 - 2 | Trinité-et-Tobago               | Jarrett Park, Montego Bay              |                                        |
|                 | Goodridge 13e |       | McFarlane 42e (pen.) 73e (pen.) | Arbitrage : Javier Jauregui Santillian | Arbitrage : Javier Jauregui Santillian |
|                 | (Rapport)     |       |                                 | Arbitrage : Javier Jauregui Santillian | Arbitrage : Javier Jauregui Santillian |

| 5 décembre 2008 | Jamaïque                                                 | 4 - 0 | Grenade | Jarrett Park, Montego Bay          |                                    |
|                 | Vernan 7e · Shelton 18e · A. Williams 53e · Phillips 78e |       |         | Arbitrage : Roberto Moreno Salazar | Arbitrage : Roberto Moreno Salazar |
|                 | (Rapport)                                                |       |         | Arbitrage : Roberto Moreno Salazar | Arbitrage : Roberto Moreno Salazar |

| 7 décembre 2008 | Grenade                       | 4 - 2 | Barbade          | Greenfield Stadium, Trelawny |                          |
|                 | Bain 14e 28e 67e · Julien 22e |       | Williams 71e 79e | Arbitrage : Joel Aguilar     | Arbitrage : Joel Aguilar |
|                 | (Rapport)                     |       |                  | Arbitrage : Joel Aguilar     | Arbitrage : Joel Aguilar |

| 7 décembre 2008 | Jamaïque   | 1 - 1 | Trinité-et-Tobago | Greenfield Stadium, Trelawny       |                                    |
|                 | Vernan 46e |       | McFarlane 81e     | Arbitrage : Roberto Moreno Salazar | Arbitrage : Roberto Moreno Salazar |
|                 | (Rapport)  |       |                   | Arbitrage : Roberto Moreno Salazar | Arbitrage : Roberto Moreno Salazar |

### Demi-finales
| 11 décembre 2008                                                        | Cuba                        | 2 - 2 a. p.                                                         | Grenade                       | Independence Park, Kingston        |                                    |
|                                                                         | Y. Colomé 14e · Linares 33e |                                                                     | Charles 12e (pen.) · Bain 80e | Arbitrage : Roberto Moreno Salazar | Arbitrage : Roberto Moreno Salazar |
|                                                                         | (Rapport)                   |                                                                     |                               | Arbitrage : Roberto Moreno Salazar | Arbitrage : Roberto Moreno Salazar |
| Cervantes · Martínez · Colomé · Minoso · Márquez · Urgellés · Fernández | Tirs au but 5 - 6           | Modeste · Rennie · Bain · Marshall · Charles · Langaigne · Williams |                               | Arbitrage : Roberto Moreno Salazar | Arbitrage : Roberto Moreno Salazar |

| 11 décembre 2008 | Jamaïque                   | 2 - 0 | Guadeloupe | Independence Park, Kingston |                          |
|                  | Thompson 11e · Shelton 57e |       |            | Arbitrage : Joel Aguilar    | Arbitrage : Joel Aguilar |
|                  | (Rapport)                  |       |            | Arbitrage : Joel Aguilar    | Arbitrage : Joel Aguilar |

### Match pour la troisième place
| 14 décembre 2008                                 | Cuba              | 0 - 0 a. p.                                           | Guadeloupe | Independence Park, Kingston |
|                                                  |                   |                                                       |            | Arbitrage : Trevor Taylor   |
|                                                  | (Rapport)         |                                                       |            |                             |
| Cervantes · Martínez · Márquez · Minoso · Colomé | Tirs au but 4 - 5 | Nabab · Hannany · Vertot · Antoine-Curier · Lambourde |            |                             |

### Finale
| 14 décembre 2008 | Grenade   | 0 - 2 | Jamaïque                       | Independence Park, Kingston |                         |
|                  |           |       | Shelton 17e (pen.), 71e (pen.) | Arbitrage : Neal Brizan     | Arbitrage : Neal Brizan |
|                  | (Rapport) |       |                                | Arbitrage : Neal Brizan     | Arbitrage : Neal Brizan |